# Bahnhof Marl-Sinsen
Der Bahnhof Marl-Sinsen ist ein Bahnhof in der Stadt Marl in Nordrhein-Westfalen. Der Bahnhof untersteht dem Bahnhofsmanagement Münster.

## Lage

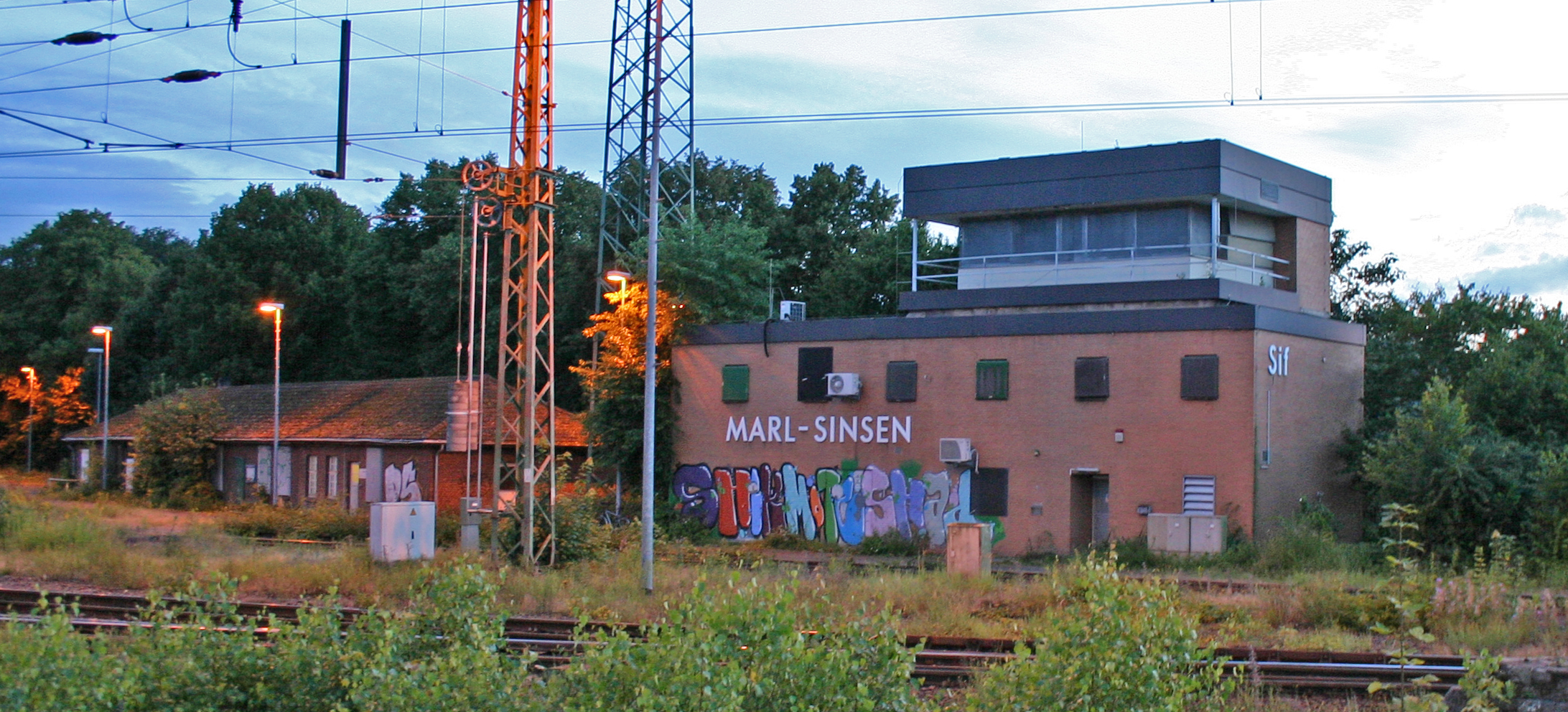
Stellwerk Sif, 2014

Der Bahnhof befindet sich an der Bahnhofstraße (als Verlängerung der Berg-/Victoriastraße), direkt an der Kreuzung mit der Gräwenkolkstraße, im Marler Stadtteil Sinsen-Lenkerbeck. Der dortige P+R-Parkplatz wird jedoch kaum genutzt, weil Marl-Sinsen seit 2019 nicht mehr vom Rhein-Haard-Express (RE 2) aus Düsseldorf bedient wird. Die Stadt Marl streitet mit dem VRR um die Rückzahlung von Zuschüssen.
An der VzG-Strecke 2200 (Wanne-Eickel Hbf – Hamburg Hbf), auch als Rollbahn bezeichnet, ist der Bahnhof bei Kilometer 17,056.

## Geschichte
Er wurde zwischen 1880 und 1886 als Haltestelle für die Bauerschaft Sinsen eingerichtet. Erst rund 25 Jahre nach deren Eingemeindung nach Marl im Jahre 1926 (Gebietsänderungen im Ruhrgebiet) wurde der Bahnhof Anfang der 1950er Jahre in Marl-Sinsen umbenannt.
Zwischen 1914 und 1977 bestand am Bahnhof eine Umsteigemöglichkeit zu den Straßenbahnen der Vestischen Kleinbahnen bzw. Vestischen Straßenbahnen.
Zum Zugunglück 1973 siehe Marl#Zugunglück am Bahnhof Marl-Sinsen.

## Verkehr

### Personenverkehr
Der Bahnhof wird lediglich vom Regionalverkehr bedient. Hier hält halbstündlich der RE 42 (Münster (Westf) Hbf – Essen/Mönchengladbach Hbf), der von DB Regio im Rahmen des Rhein-Haard-Netzes gefahren wird. In den Abend- und Nachtstunden, wenn der RE 42 nicht verkehrt, hält der RE 2 (Düsseldorf–Münster). Stündlich hält außerdem der RE 41 (Haltern am See – Bochum Hbf), ebenfalls betrieben durch DB Regio.
| Linie | Linienverlauf | Takt                                             |
| ----- | --- | ------------------------------------------------ |
| RE 2  | Rhein-Haard-Express: Osnabrück Hbf – Hasbergen – Natrup-Hagen (zweistdl.) – Lengerich (Westf) – Kattenvenne (zweistdl.) – Ostbevern – Westbevern – Münster (Westf) Hbf – (Münster-Albachten – Senden-Bösensell – Nottuln-Appelhülsen – Buldern –)* Dülmen – (Sythen –)* Haltern am See – (Marl-Sinsen –)* Recklinghausen Hbf – (Recklinghausen Süd –)* Wanne-Eickel Hbf – Gelsenkirchen Hbf – Essen Hbf – Mülheim (Ruhr) Hbf – Duisburg Hbf – Düsseldorf Flughafen – Düsseldorf Hbf * Halt nur einzelner Züge im Nachtverkehr Stand: Fahrplanwechsel Dezember 2023 | 60 min                                           |
| RE 41 | Vest-Ruhr-Express: Bochum Hbf – Bochum West – Recklinghausen Süd – Recklinghausen Hbf – Marl-Sinsen – Haltern am See Fahrplanwechsel Dezember 2024 | 60 min                                           |
| RE 42 | Niers-Haard-Express: Münster (Westf) Hbf – Münster-Albachten (stündlich) – Senden-Bösensell – Nottuln-Appelhülsen – Buldern – Dülmen – Sythen – Haltern am See – Marl-Sinsen – Recklinghausen Hbf – Recklinghausen Süd – Wanne-Eickel Hbf – Gelsenkirchen Hbf – Essen Hbf – Mülheim (Ruhr) Hbf – Duisburg Hbf – Rheinhausen – Krefeld-Uerdingen – Krefeld Hbf – Viersen – Mönchengladbach Hbf Stand: Fahrplanwechsel Dezember 2021 | 30 min (Münster–Essen) 60 min (Essen–M’gladbach) |

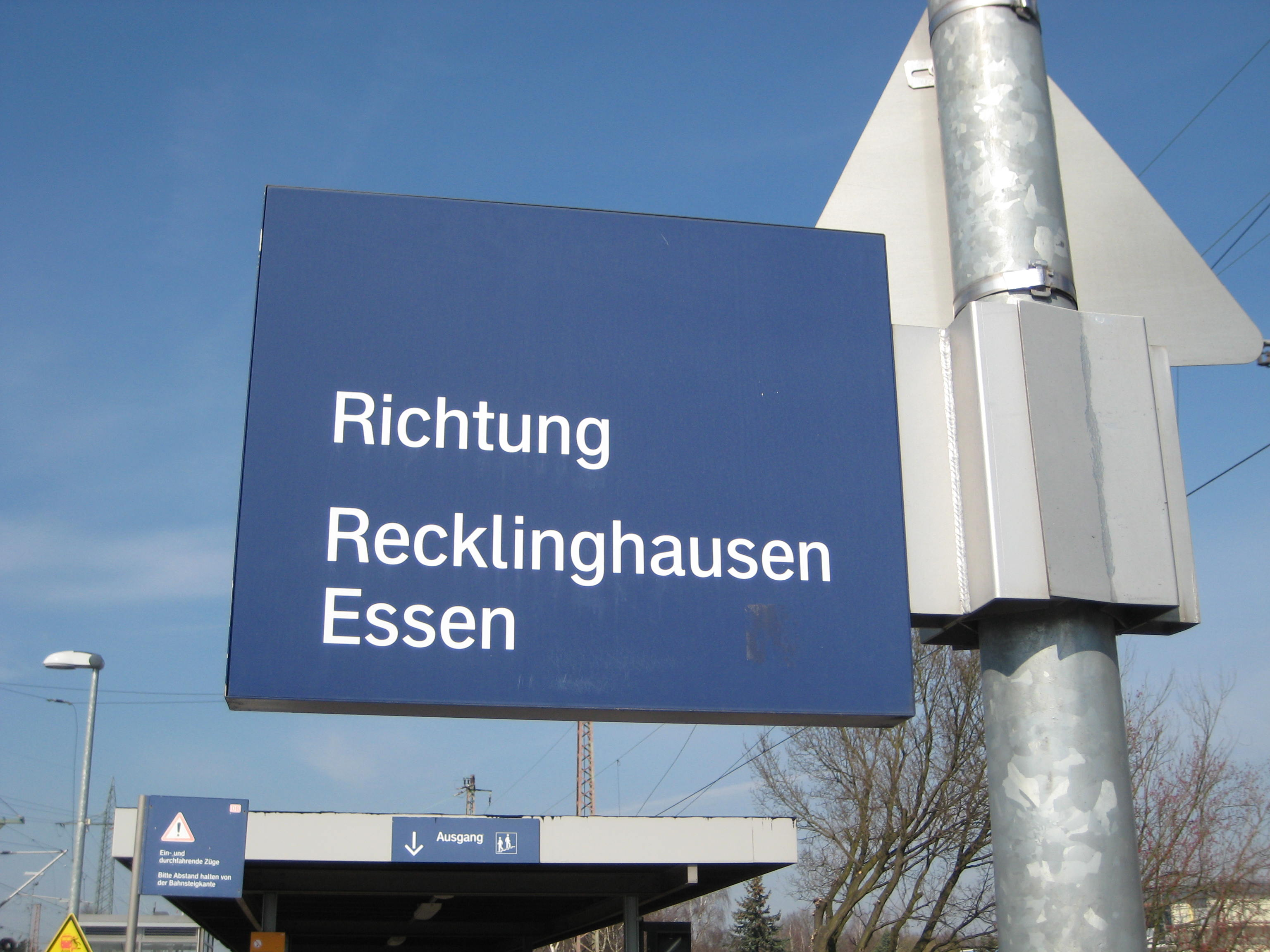
Einfacher Zugzielanzeiger

Ein Empfangsgebäude existiert nicht; der Zugang zum einzigen vorhandenen Bahnsteig erfolgt über eine Treppe bzw. einen Aufzug von der Straßenunterführung. Dieser ist seit einem Umbau 76 Zentimeter hoch und somit für einen barrierefreien Einstieg in die hier verkehrenden Züge geeignet. Das hatte im Rahmen der von Bund und Land mitfinanzierten Modernisierungsoffensive 3 (MOF 3) der Verkehrsverbund Rhein-Ruhr bekanntgegeben.

### Güterverkehr
Im Güterverkehr hat der Bahnhof größere Bedeutung, da hier die Anschlussbahn zur Zeche Auguste Victoria beginnt, von der aus auch der benachbarte Chemiepark Marl erreicht werden kann. Bis zur Schließung des Bergwerks im Jahre 2015 war Marl-Sinsen der Übergabebahnhof für Kohlezüge, die mit Lokomotiven der Zechenbahn bis in den Bahnhof Sinsen befördert wurden und dort auf die Gleise der DB übergingen. Hierfür existieren weitläufige Gleisanlagen westlich der Bahnsteige, sowohl im Norden (Übergabebahnhof der Zechenbahn) als auch im Süden (Güterbahnhof der DB).
Ebenso erfolgt von Marl-Sinsen aus die Bedienung des Quarzwerkes bei Sythen durch die Deutsche Bahn.

### Busverkehr
Die Bushaltestelle Sinsen Bf wird von den Linien 220, 222, 226, 277 und NE6 der Vestischen Straßenbahnen bedient.
| Linie | Verlauf | Takt (Mo–Fr) |
| ----- | --- | ------------ |
| 220   | Recklinghausen Hbf – Nordviertel – Speckhorn – Marl-Sinsen – Sinsen Bf – Lenkerbeck – Hüls – Drewer – Marl Mitte                                                                | 30 min       |
| 222   | Marl-Sinsen – Sinsen Bf – Lenkerbeck – Hüls – Drewer – Marl Mitte – Alt-Marl – Polsum Ehrenmal – Gelsenkirchen-Hassel – Gelsenkirchen-Buer Nord Bf – Gelsenkirchen-Buer Rathaus | 30 min       |
| 226   | Marl Mitte – Drewer – Hüls – Lenkerbeck – Sinsen Bf – Sinsen – Oer-Mitte – Oer-Erkenschwick Berliner Platz                                                                      | 60 min       |
| TB277 | Taxibus: Haltern am See Bf – Haltern am See Kärntner Platz – Hamm-Bossendorf – Westfälische Klinik – Marl-Sinsen – Marl-Sinsen Bf                                               | 60 min       |
| NE6   | Marl Mitte – Drewer – Hüls – Lenkerbeck – Sinsen Bf – Sinsen NachtExpress: In den Nächten von Freitag auf Samstag, Samstag auf Sonntag und vor Feiertagen                       | 60 min       |